# Résolution 762 du Conseil de sécurité des Nations unies
Membres permanents
- Chine
- États-Unis
- France
- Royaume-Uni
- Russie

Membres non permanents
- Autriche
- Belgique
- Cap-Vert
- Équateur
- Hongrie
- Inde
- Japon
- Maroc
- Venezuela
- Zimbabwe

Résolution no 761 Résolution no 763
La résolution 762 du Conseil de sécurité des Nations unies, adoptée à l'unanimité le 30 juin 1992, après avoir réaffirmé les résolutions 713 (1991), 721 (1991), 724 (1991), 727 (1992), 740 (1992), 743 (1992), 749 (1992), 752 (1992), 757 (1992), 758 (1992), 760 (1992) et 761 (1992), a exhorté toutes les parties à honorer leurs engagements envers le plan des Nations unies en ex-Yougoslavie et à mettre fin aux hostilités.
Elle a également exhorté la Croatie à retirer son armée sur les positions qu'elle occupait avant le 21 juin 1992 et sa récente offensive en Dalmatie, et a exigé les unités restantes de l'Armée populaire yougoslave (JNA), les forces serbes de Croatie, ainsi que les forces irrégulières à strictement respecter le plan de maintien de la paix des Nations unies.
La résolution 762 recommandait également la création d'une commission mixte, composée de représentants du gouvernement croate et des Serbes locaux, qui devrait consulter « si nécessaire ou approprié » les autorités de Belgrade quant à ses fonctions concernant la surveillance des autorités policières et le retrait des forces des deux armées des zones protégées par les Nations unies et des « zones roses » hors du contrôle des Nations unies. Elle a également autorisé l'augmentation des effectifs de la Force de protection des Nations unies à la hauteur de 120 policiers civils et de 60 officiers militaires.
Réaffirmant l'embargo sur les armes et les conséquences que pourrait avoir l'effondrement du plan des Nations unies en Yougoslavie, le Conseil de sécurité a appelé une nouvelle fois toutes les parties à coopérer avec la Conférence sur la Yougoslavie dans le but de parvenir à un règlement politique conforme aux principes de la Organisation pour la sécurité et la coopération en Europe.
La Croatie ne s'est pas conformée à cette résolution, et n'a pas retiré son armée.

## Voir également
- Dislocation de la Yougoslavie
- Guerre de Bosnie-Herzégovine
- Guerre de Croatie
- Guerre de Slovénie
- Guerres de Yougoslavie